# Saison 9 de Joséphine, ange gardien
 (août 2018).
Si vous disposez d'ouvrages ou d'articles de référence ou si vous connaissez des sites web de qualité traitant du thème abordé ici, merci de compléter l'article en donnant les références utiles à sa vérifiabilité et en les liant à la section « Notes et références ».
Chronologie
Saison 8 Saison 10
Cet article présente les épisodes de la neuvième saison de la série télévisée Joséphine, ange gardien.

## Liste des épisodes

### Épisode 1:Robe noire pour un ange
Scénariste :
- Florence Philipponnat

Réalisateur :
- David Delrieux

Diffusion :
- 10 janvier 2005 sur TF1

Audience :
- France : 7,99 millions de téléspectateurs (30,0 % de part d'audience)

Distribution :
- Mimie Mathy : Joséphine
- Damien Dorsaz : Stéphane Ferret
- Charley Fouquet : Marianne Girod de La Roche, l’ex-femme de Stéphane
- Philippe Laudenbach : Paul-Henri Girod de La Roche, le père de Marianne
- Jérôme Robart : Guillaume Favre, le fiancé de Marianne et employé de Paul-Henri
- Alice Agogue : Clara, la fille de Stéphane et Marianne
- Martin Jobert : Valentin, le fils de Stéphane et Marianne
- Wioletta Michalczuk : Anna Novak, la baby-sitter
- Emmanuel Courcol : Xavier Nevers
- Raphaëline Goupilleau : Maître Armelle Leroi, l’avocate de Marianne
- Virginie Theron : Nelly, la directrice financière, employée de Paul-Henri
- Corinne Pastout : Mme Jacquet
- Jean-François Pastout : Mr Jacquet
- Laurent Mariotte : Philippe Dumas
- Sophie Artur : L'assistante sociale

Résumé : Joséphine vient en aide à Stéphane Ferret pour qu'il renoue avec ses enfants qui ne veulent plus le voir à cause de leur grand-père.
Profession de l’épisode : Joséphine est avocate à la Cour.

### Épisode 2:Trouvez-moi le prince charmant!
Scénaristes :
- David Lang
- Lionel Cherki

Réalisateur :
- Sylvie Ayme

Diffusion :
- 28 février 2005 sur TF1

Audience :
- France : 8,70 millions de téléspectateurs (31,4 % de part d'audience)[1]

Distribution :
- Mimie Mathy : Joséphine
- Isabelle Renauld : Isabelle Garnier
- Pierre Cassignard : Antoine Bailly, le père d’Alice, agent de voyages
- Jacques Boudet : M. Malleval, le père d’Isabelle
- Inbar Meyer : Marion, la fille d’Isabelle et Sylvain
- Philippe du Janerand : Fergus, le client dépressif
- Céline Samie : Sabine, l’autre femme de chambre de l’hôtel
- Karin Swenson : Carole, la secrétaire d’Antoine
- Renaud Danner : Matthieu Corbin, l’ancien associé de Sylvain
- Fiona Mauduy : Alice, la meilleure amie de Marion
- Bertrand Lacy : le chirurgien
- Mathilde Vitry : la directrice de l’agence matrimoniale
- Alexys-Whylliam Krol : le garçon du pavillon
- Estelle Krol : la petite fille du pavillon
- Benoist Gerard : Fred, l’entraîneur de l’équipe de handball

Résumé : Joséphine vient en aide à Isabelle, une gérante d’hôtel veuve depuis cinq ans toujours pas remise de la mort d’Antoine. Entre sa fille et son travail, elle se refuse à refaire sa vie. Avec l’aide de Marion, l’ange va jouer les Cupidon.
Profession de l’épisode : Joséphine est femme de chambre à l’Hôtel des Anges.

### Épisode 3:Le Secret de Julien
Scénaristes :
- Hélène Woillot
- Marie-Hélène Saller

Réalisateur :
- Jean-Marc Seban

Diffusion :
- 28 août 2005 sur TF1

Audience :
- France : 8,03 millions de téléspectateurs (29,3 % de part d'audience)

Distribution :
- Mimie Mathy : Joséphine
- Daniel Russo : Victor Bonnel, le père de Julien, patron de bar
- Jérôme Hardelay : Julien Bonnel, élève de 3e en difficulté
- Hélène Vauquois : Catherine Bonnel, la mère de Julien
- Philippe Nahon : Léo Bonnel, le grand-père de Julien
- Laura Stainkrycer : Céline, camarade de classe de Julien
- Jean-Philippe Puymartin : Le professeur principal de Julien et le père de Céline
- Tristan Petitgirard : Thomas Bonnel, le fils aîné de Victor et Catherine
- Michel Trillot : Le vieil habitué
- Charles Monnet : Laurent
- Matthieu Toulet-Zurcher : Jean-Charles, élève de la classe de Julien et Céline
- Roland Agami : Le jeune homme
- Guy Amram : Le médecin
- Patrick Hamel : Le prof de maths
- Jean-Loup Horwitz : Robert, le fleuriste
- Jérôme Le Paulmier : Le gardien de l’immeuble d’Antoine et Thomas
- Tugdual Rio : L'huissier
- Isabelle Rougerie : La conseillère de la banque
- Karim Traikia : Le collègue
- Vanessa Valence : La standardiste
- Stéphan Wojtowicz : Le directeur de l'école horticole

Résumé : Joséphine vient en aide à Julien pour montrer à son père qu'il n'est pas fait pour les études et qu'il le laisse libre de faire ses choix.
Profession de l’épisode : Joséphine est professeur particulier de mathématiques.
Commentaire : Dans cet épisode, Joséphine révèle avoir « à peine » trois mille ans.

### Épisode 4:Noble cause
Scénariste :
- Anita Rees

Réalisateur :
- Philippe Monnier

Diffusion :
- 31 octobre 2005 sur TF1

Audience :
- France : 7,12 millions de téléspectateurs (27,2 %)

Distribution :
- Mimie Mathy : Joséphine
- Hubert Benhamdine : Axel de Valembrais
- Coraly Zahonero : Sophie de Valembrais, la sœur d’Axel, organisatrice de défilés à New York
- Christophe Laubion : Georges, le grand frère d’Axel et Sophie, Comte de Valembrais, expatrié sur Londres
- Jean-Paul Bonnaire : Sylvain, le domestique de maison
- Marie Mouté : Juliette, la fille de Sylvain
- Pierre Laplace : Maître Deluc, chargé de la vente du château
- Jean-Marie Winling : Pierre Levasseur, patron de restaurants
- Patricia Davidson : Mme Smith
- Edwin Apps : M. Smith
- Joséphine de Meaux : La factrice
- Françoise Bertin : La baronne, Tante Albertine
- Jacques Leplus : Le prêtre
- Arnaud Xainte : Le banquier
- Stéphane Comby : Le médecin
- Régis Quennesson : Le capitaine des pompiers
- Jean-Yves Chilot : L'adjudant
- André Couture : Le cocher 1
- Fabrice Couture : Le cocher 2

Résumé : Joséphine vient en aide à Axel et sa famille dont le frère aîné veut vendre la propriété familiale à cause d'une vieille rancœur et des non-dits.
Profession de l’épisode : Joséphine est auteur de romans historiques en recherche d’inspiration.